# Peppy Prince
Preston T. „Peppy“ Prince (* 26. Februar 1909 in Pasadena, Los Angeles County; † 6. Dezember 1985 in Altadena) war ein US-amerikanischer Jazz- und Rhythm-&-Blues-Bandleader, Sänger und Schlagzeuger, der in der R&B-Szene von Los Angeles aktiv war.

## Leben und Wirken
Prince stammte aus einer Musikerfamilie; seine Cousins waren die Jazzmusiker Henry (1904–1941) und Wesley Prince (1907–1980). Als Nachfolger von Lionel Hampton wurde er 1934 Sänger und Schlagzeuger in der Band von Les Hite. Um 1945 spielte er in Joe Liggins Band Honeydrippers, mit der er u. a. auch bei Aufnahmen des Sängers Herb Jeffries mitwirkte. In diesen Jahren trat er mit seiner Band His 13 Swingsters u. a. im Club Alabam der Central Avenue von Los Angeles auf, wo er bekannt als Prince of Swing war; ferner arbeitete er u. a. auch mit Little Willie Jackson (1947) und Blue Lu Barker (1949); unter eigenem Namen nahm er in den späten 1940er- und 50er-Jahren für die Label Modern, Miltone, Selective, Mercury, Million, Hollywood und Dooto/Dootone auf. 1954 entstand für das Label Dootone das Album Dance Party; in seiner Band spielten u. a. George Orendorff, Red Kelly, Horace Tapscott. Prince war von 1935 bis 1956 an 39 Aufnahmesessions beteiligt, außerdem mit Christine Chatman („Run Gal Run“, Million Records #2002). In späteren Jahren arbeitete er als Florist in Pasadena.